# Georges Abou Khazen
Georges Abou Khazen, OFM (nascido em 3 de agosto de 1947 em Aïn Zebdeh, Líbano) foi vigário apostólico de Alepo.

## Vida
Georges Abou Khazen ingressou na Congregação dos Franciscanos em 3 de agosto de 1972, fez seus votos perpétuos e recebeu em 28 de junho de 1973 sua ordenação ao sacerdócio.
Na Terra Santa, Frei Georges trabalhou em Jerusalém na paróquia de San Salvatore, da qual se tornou pároco em 1975. De 1983 a 1998 foi pároco em Belém e depois em Jerusalém até 2004, ano em que foi transferido para a Síria, onde ocupou os cargos de frade guardião e pároco de São Francisco de Aleppo e de vigário geral para os católicos de rito latino do norte da Síria.
O Papa Francisco o nomeou em 4 de novembro de 2013 como Vigário Apostólico de Alepo e Bispo Titular de Rusadus após a renúncia de seu antecessor Giuseppe Nazzaro como Administrador Apostólico. Sua ordenação episcopal foi feita pelo cardeal Prefeito da Congregação para as Igrejas Orientais, cardeal Leonardo Sandri em 11 de janeiro do ano seguinte. Ele foi substituído no cargo por Hanna Jallouf em 2023. 